# Allotraeus griseolus
Allotraeus griseolus är en skalbaggsart som beskrevs av Holzschuh 2007. Allotraeus griseolus ingår i släktet Allotraeus och familjen långhorningar. Inga underarter finns listade i Catalogue of Life.